# جری فین
جری فین (انگلیسی: Jerry Finn; ۳۱ مارس ۱۹۶۹ – ۲۱ اوت ۲۰۰۸) یک موسیقی‌دان اهل ایالات متحده آمریکا بود. وی بین سال‌های ۱۹۹۳ تا ۲۰۰۸ میلادی فعالیت می‌کرد.